# 恩托索尼
恩托索尼（法語：N'Tossoni），是馬里的城鎮，位於該國南部，由錫卡索區的庫蒂亞拉省負責管轄，面積155平方公里，海拔高度303米，2009年人口8,793，人口密度每平方公里57人。